# Gideon von Stempel
Emanuel Gideon Gotthard Fromhold Ernst Baron von Stempel (* 25. April 1791 in Goldingen; † 11. November 1859 in Mitau) war ein deutsch-baltischer Jurist und Landesbeamter.

## Leben
Gideon entstammte dem kurländischen Adelsgeschlecht der Herren von Stempel. Von 1807 bis 1810 besuchte Gideon von Stempel die Academia Petrina. Anschließend studierte er von 1810 bis 1811 an der Universität Göttingen Rechtswissenschaft. 1810 wurde er Mitglied der Curonia Goettingensis II. Von 1811 bis 1814 setzte er sein Studium an der Universität Heidelberg fort und schloss sich dort 1811 dem Corps Curonia an. Nach Abschluss des Studiums wurde er 1815 Aktuar der Kurländischen Ritterschaft. 1818 wurde er Assessor des Hauptmannsgerichts Kandau, 1819 des Hauptmannsgericht Tuckum und 1823 des Oberhauptmannsgerichts Mitau. 1826 wurde er zum Doblenschen Hauptmann in Mitau und 1832 zum Oberhauptmann in Tuckum ernannt. 1840 wurde er jüngster Rat. Von 1842 bis 1843 war er kurländischer Landmarschall. 1843 wurde er Oberburggraf, 1856 Kanzler und 1859 Landhofmeister des kurländischen Oberhofgerichts in Mitau.